# أندريا غرين
أندريا غرين (بالإنجليزية: Andrea Green)‏ هي منافسة ألعاب القوى بريطانية، ولدت في 14 ديسمبر 1968.

## وصلات خارجية
- أندريا غرين على موقع الاتحاد الدولي لألعاب القوى (الإنجليزية)
- أندريا غرين على موقع ThePowerOf10.info (الإنجليزية)
- أندريا غرين على موقع رابطة إحصائيات سباق الطريق (الإنجليزية)